# Colonia di Fort-Dauphin
Fort-Dauphin, o Forte Delfino in onore di Luigi XIV, Delfino dal 5 settembre 1638 al 14 maggio 1643, è stata una colonia del Regno di Francia nella costa meridionale del Madagascar fondata nel 1642. Oggi la zona è divenuta un comune urbano chiamato Tolagnaro.

## Storia
La colonia è stata fondata il 24 settembre 1642 dall'esploratore Jacques de Pronis. Amministrata da avventurieri come Étienne de Flacourt (che costruì il forte) e dallo stesso De Pronis, servì come punto di partenza per l'esplorazione francese nella zona e fu principalmente la fonte di numerose acquisizioni dell'isola di Bourbon (chiamata in onore della famiglia Borbone e oggi Reunione). La colonia di Fort-Dauphin ha subito numerosi dissensi interni perché alcuni coloni, come Antoine Couillard, instaurarono alleanze con i nativi. Dal 1667 al 1671 fu sede della Compagnia francese delle Indie Orientali. L'esperienza si concluse con un massacro perpetrato a sorpresa dalla compagnia, chiamato Massacro di Fort-Dauphin, il 27 agosto 1674.

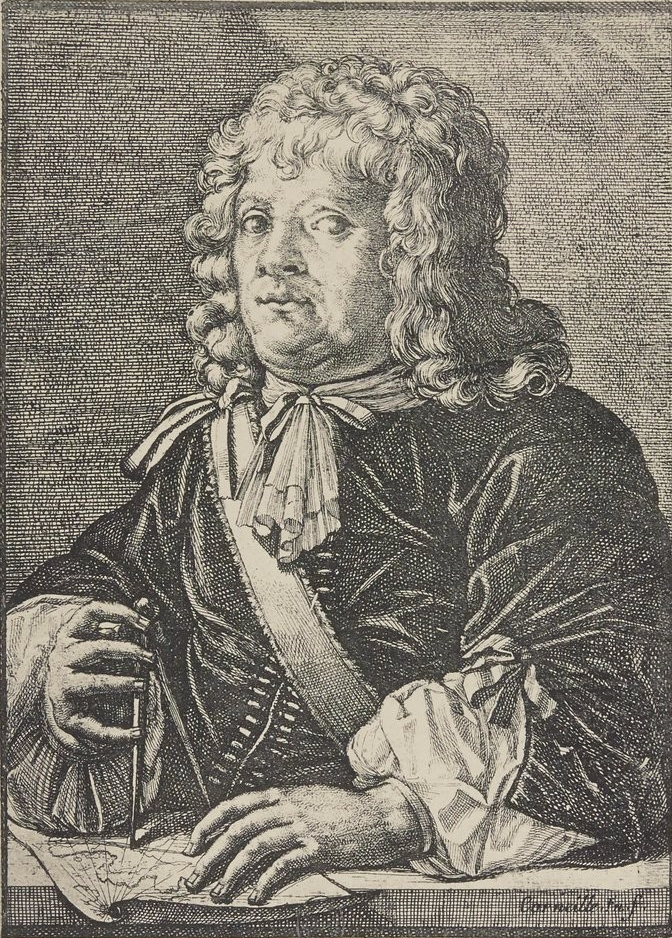
Étienne de Flacourt

I sopravvissuti lasciarono la colonia e, dopo un lungo viaggio, si stabilirono sull'isola di Riunione e furono un contributo essenziale alla sua popolazione, che all'epoca era ancora molto limitata.
Dal 1768 al 1771 si tentò di restaurare la colonia ma dopo tre anni fallì e fu abbandonata.